# Santa Rosa (Rio Grande do Sul)
Santa Rosa é um município brasileiro do estado do Rio Grande do Sul. É conhecido como o "Berço Nacional da Soja", título utilizado há décadas e que se refere à cidade como ponto inicial da disseminação da leguminosa no país, sendo reconhecido como tal em 2022 pela lei N° 14.349. 
O INÍCIO:
A região era primitivamente habitada por indígenas do grupo Tapes, e, com a chegada dos jesuítas e espanhóis, a partir de 1626, iniciou-se um sistema de redução para catequizá-los.
Santa Rosa integrava o território dos Sete Povos das Missões, fundados pelos jesuítas e pertenceu, sucessivamente, a Porto Alegre, Rio Pardo e Santo Ângelo. Em 1876, o município de Santo Ângelo foi subdividido e criado o Distrito de Santa Rosa. Contudo, a efetiva colonização só ocorreu a partir de 1915, quando entrou em execução um vasto plano de loteamento de terras para assentar os nacionais que já habitavam a região.
No ano anterior, Quintino Zanella e mais alguns companheiros, ergueram o acampamento no local onde hoje está construído o Colégio Santa Rosa de Lima. Assim estava fundada a Colônia 14 de Julho. Os primeiros povoadores foram os próprios funcionários do serviço de agrimensura, mais tarde, ocorreu a colonização propriamente dita, quando afluíram descendentes de alemães e italianos, e outras etnias em menor escala.
As famílias se instalavam nas proximidades do acampamento, derrubavam matas, construíam casas e faziam lavouras. A ocupação dessas terras aconteceu rapidamente, sendo que em 1920 a Colônia já contava com 11.215 habitantes. A idéia da emancipação surgiu em 1927, quando a Colônia já estava com 35.000 pessoas e uma boa arrecadação. A energia elétrica chegou à cidade em 1922. José Pittas era o dono do gerador. Em 1928, começou a funcionar o Cine Odeon, de Agostinho Frainer. Durante quatro anos Frainer passou seus filmes em um caminhão que circulava pelos povoados. O cinema fixo localizava-se onde hoje é o Salão Paroquial, na Rua Sinval Saldanha. Atualmente acontecem sessões de filmes no Centro Cívico e Cultural Antônio Carlos Borges.
Em 1929, a luta pela emancipação crescia rapidamente e o maior argumento dos emancipacionistas era a crescente arrecadação da Colônia.
Durante a campanha, uma comissão foi até a capital do Estado a fim de apressarem a emancipação. O jornal “A Serra” foi fundado para divulgar a campanha emancipacionista da Colônia. Assim, no dia 1º de julho de 1931, o general José Antônio Flores da Cunha (Interventor do Estado) assinava o decreto de emancipação do município de Santa Rosa. A solenidade de instalação do município de Santa Rosa aconteceu no dia 10 de agosto de 1931. Neste mesmo dia, tomou posse o primeiro prefeito, Arthur Ambros, nomeado pelo Interventor Federal do Estado.
Os primeiros progressos e melhoramentos em Santa Rosa foram feitos através da iniciativa de particulares. A estrada de ferro que ligava Santa Rosa a Santo Ângelo foi inaugurada em 12 de maio de 1940. Com ela aumentou a população, pois vieram muitos trabalhadores para cá. O telefone chegou ao nosso município em 1945, por iniciativa da Prefeitura Municipal.
FORMAÇÃO ÉTNICA DO MUNICÍPIO
A população de nosso município por pessoas pertencentes a diferentes grupos étnicos que aqui se estabeleceram. Os principais grupos que constituem a população do nosso município são os caboclos, descendentes do cruzamento entre indígenas e portugueses; os negros que vieram para a construção da Estrada de Ferro e do Quartel Militar de nosso município; os alemães que vieram para o Brasil a partir de 1824 até 1950, depois da II Guerra Mundial; os italianos que fundaram suas principais colônias entre 1870 e 1875, sendo elas Conde D’Eu (atual Garibaldi), Princesa Isabel (Bento Gonçalves), Colônia Caxias (Caxias do Sul); Silveiro Martins, Alfredo Chaves, São Marcos e Antônio Prado; os poloneses que chegaram ao Brasil por volta de 1894 e estabeleceram-se no litoral no centro do Estado, e na nossa região em Guarani das Missões, Três de Maio e outras localidades adjacentes. Existem muitas famílias de descendentes destes imigrantes residindo em Santa Rosa, e que atualmente estão se organizando com o objetivo de resgatar suas raízes culturais como: a língua, a música, a dança, a vestimenta, os pratos típicos, etc.

## Geografia
O município é dividido oficialmente em 8 bairros e 42 vilas: 
- Bairro Sulina: Vila Sulina, Vila Nova, Vila Santa Inês e Vila Alto Petrópolis.
- Bairro Timbaúva: Vila Timbaúva, Vila Recanto da Timbaúva, Vila Jardim Petrópolis, Vila Prenda e Vila Guarani.
- Bairro Glória: Vila Glória, Vila Aliança, Vila Alto da Glória, Vila Residencial do Parque, Vivendas Alto do Parque e Vila Alto do Parque.
- Bairro Central: Vila Beatriz, Vila Oliveira, Vila Flores, Vila Balneária, Vila dos Bancários e Vila Santos.
- Bairro Cruzeiro: Vila Jardim, Vila Kontarski, Vila Progresso, Vila Pereira, Vila Morada do Sol (Cohab), Vila Speroni, Vila Júlio de Oliveira, Vila Bomba, Vila Cruzeiro do Sul, Vila Ibanês e Vila Nossa Senhora Aparecida.
- Bairro Auxiliadora: Vila Auxiliadora e Vila Bom Sucesso.
- Bairro Planalto: Vila Planalto, Vila Pró-Morar da Planalto, Vila Agrícola, Vila Vicente Cardoso, Vila Bela Vista e Vila Piekala.
- Bairro São Francisco: Vila Esperança, Vila Ouro Verde e Vila São Francisco.

## Turismo
Alguns museus e memoriais estão abertos a visitação do público, onde grande parte deles possui entrada franca. 
- Busto de Eduardo Meneghel (Parque Municipal de Exposições)
- Memorial do Musicanto.
- Museu da Soja.
- Museu da Xuxa.
- Rua da Xuxa.
- Museu Municipal.
- Museu do Quartel.

## Filhos ilustres
- Xuxa, apresentadora de televisão brasileira;
- Taffarel, ex-goleiro da seleção brasileira de futebol.